# Il maresciallo Rocca e l'amico d'infanzia
Il maresciallo Rocca e l'amico d'infanzia è una miniserie televisiva italiana del 2008, prodotta dalla Solaris Cinematografica e da Rai Fiction. Nel suo formato originario è composta da 2 puntate, ma talvolta è stata replicata in una versione accorciata di una sola puntata. È il sequel della serie televisiva Il maresciallo Rocca.

## Produzione
Ne Il maresciallo Rocca e l'amico d'infanzia viene riproposto per l'ultima volta il personaggio immaginario Giovanni Rocca, interpretato da Gigi Proietti. Quest'opera è infatti il sequel della quinta stagione de Il maresciallo Rocca, del 2005. Il personaggio esce di scena con questa miniserie televisiva la cui trama è tratta dal libro L'amico d'infanzia del maresciallo Rocca scritto da Laura Toscano nel 1998. La storia narrata si svolge principalmente tra due città: Viterbo e Roma.
Questa miniserie venne trasmessa in prima visione nel 2008 su Rai 1, e negli anni successivi venne replicata diverse volte su Rai 1 e Rai Premium. Pur essendo a tutti gli effetti un sequel, quest'opera differisce di molto dalla serie Il maresciallo Rocca: in primis per la quasi totale sparizione del genere commedia, oltre che per l'evidente ridimensionamento dell'importanza della love story tra Giovanni Rocca e Francesca Mariani, love story che invece era stata un elemento molto importante nella trama della quarta e della quinta stagione della serie. In questa fiction, invece, Francesca Mariani diventa un personaggio secondario e si scopre che il grande amore del maresciallo era un'altra donna.
Nella prima puntata, quando il maresciallo Rocca porge il suo biglietto da visita ad Elisa, si legge che egli è il comandante della Compagnia Carabinieri, il che non è vero. Egli infatti è comandante della Stazione Carabinieri di Viterbo.
Il promo televisivo di questa fiction nel 2008 ebbe la voce fuori campo del noto doppiatore Claudio Capone, che morì quello stesso anno.

## Trama
Rocca, mentre a Viterbo sta indagando su due rapine, si reca a Roma per il funerale di un vecchio ciabattino amico suo, morte che secondo il figlio Giacomo, ora tenente dei Carabinieri, non sarebbe naturale; a Roma incontra dopo tanti anni Benedetto e la moglie Elisa, suoi amici di vecchia data con cui rivanga il passato, nonché il fatto che Elisa, suo primo amore preferì Benedetto a lui. Tornato a Viterbo, Rocca si trova ad indagare sull'omicidio del figlio di un benzinaio che sembra collegato alle 2 rapine; come se non bastasse Elisa arriva a sorpresa a Viterbo confessando a Rocca di essere in crisi col marito.
Qualche giorno dopo Benedetto arriva in città in cerca della moglie scomparsa; Rocca inizia ad indagare pure sulla sparizione di Elisa e il ritrovamento della macchina della donna abbandonata su un fosso complica la faccenda. Intanto la titolare di una cartolibreria, amica di Elisa, viene trovata morta caduta da una rupe dopo un colpo di pistola; a casa della donna viene trovato un ingente quantitativo di soldi che potrebbero collegarla alla rapina; come se non bastasse Rocca scopre che la donna era la sorella del suo primo arresto, avvenuto a Roma diversi anni prima, un uomo accusato di aver ucciso a martellate un maestro di musica strozzino e pedofilo. Poco dopo l'uomo viene trovato morto su un casolare per i postumi della ferita che aveva subito durante una delle due rapine, insieme ad uno dei complici ucciso nel conflitto a fuoco con i carabinieri, e inoltre viene ritrovata la borsa del ragazzo ucciso. Purtroppo in un campo vicino ad un agriturismo dove aveva affittato una stanza, viene trovato il corpo di Elisa e poco dopo Benedetto tenta il suicidio salvato da Rocca.
Benedetto, dopo essersi ripreso, confessa che ad uccidere il maestro di musica anni prima fu Elisa, che l'uomo voleva molestare in cambio dei soldi per salvare la ditta del padre, e che lui l'aiutò ad incastrare l'uomo che fu arrestato al suo posto. Poi, una volta uscito di galera, Elisa lo ospitò a casa loro per senso di colpa e i due divennero amanti, coinvolgendola nelle rapine.
Rocca scopre dal figlio Giacomo che il sangue trovato nelle garze vicino al ciabattino non era dell'uomo, ma dell'amante di Elisa. Grazie alla confessione dell'avvocato che lo aveva difeso durante il processo, scopre che dopo il ferimento lo aveva mandato a nascondersi dal ciabattino e nella sua vecchia bottega, nel mobile che il vecchio usava per lavorare, riuscirà a trovare la restante parte del bottino (facendone attribuire i meriti al figlio perché finito ad indagare fuori dal territorio di competenza).
Rocca, mettendo insieme tutti i tasselli, scopre che l'ultimo complice della rapina è proprio Benedetto e affronta l'amico sul tetto dove da ragazzi si ritrovavano; dopo un confronto tra i due in cui Benedetto confessa di aver ucciso Elisa e la sua amica perché volevano fregargli la sua parte di bottino e di aver ucciso il ciabattino perché non voleva dirgli dove erano i soldi; alla fine Benedetto sembra pronto a seguire Rocca e costituirsi, ma invece deciderà di buttarsi dal tetto preferendo la morte alla galera. Rocca, risolto il caso, può tornare a Viterbo e riprendere la vita di sempre con Francesca e Tommy.

## Prima visione
| n° | Puntata         | Prima TV Italia | Telespettatori | Share  |
| -- | --------------- | --------------- | -------------- | ------ |
| 1  | Prima puntata   | 3 marzo 2008    | 6.754.000      | 25,09% |
| 2  | Seconda puntata | 4 marzo 2008    | 7.089.000      | 25,71% |

## Interpreti e personaggi
- Gigi Proietti: maresciallo Giovanni Rocca
- Caterina Vertova: Elisa Diveri
- Giancarlo Giannini: Benedetto Diveri
- Sergio Fiorentini: brigadiere Alfio Cacciapuoti
- Mattia Sbragia: Gennaro Mannino
- Paolo Gasparini: brigadiere Michele Banti
- Roberto Accornero: maggiore Daniele Aloisi
- Angelo Sorino: Giacomo Rocca
- Veronica Pivetti: Francesca Mariani
- Massimiliano Pazzaglia: maresciallo Stefano Alfano
- Andrea De Bruyn: Andrea Baffi
- Francesca Beggio: Andreina Fabiani
- Francesco Lodolo: Roberto Rocca
- Valerio Vinciarelli: Tommaso Rocca
- Daniele Petruccioli: carabiniere  Andrea Fait
- Maurizio Rapotec: carabiniere Giulio Antonangeli
- Massimiliano Virgilii: appuntato Carmelo Russo
- Mimmo Mancini: Lorenzo Baffi
- Vladimir Aleksic: Goran Kadic
- Vittorio Amandola: Passina
- Mario Scaccia: avvocato Ardenzi
- Pio Stellaccio: Reverberi
- Michele Maganza: Mario Rossi
- Jacopo Venturiero: Rocca da giovane
- Giada D'Auria: Elisa da giovane
- Giovanni Morassutti: Benedetto da giovane
- Gea Martire: Lucia Floris
- Maurizio Zacchigna: Biagio Floris
- Carlo Colombo: dottor Caleffi
- Maurizio Romoli: chirurgo
- Antonello Basaluzzo: maresciallo Giunti
- Luciana Palombi: signora Montero
- Dora Romano: padrona de "La Casaccia"
- Francesca Romana De Martini: padrona della tintoria
- Silvia Pasero: Antonella Massimini
- Daniele De Martino: Giuliano Zanin

## Citazioni
Nella seconda e ultima puntata il maresciallo Rocca, scherzando con suo figlio sacerdote e con alcuni suoi correligiosi, fa riferimento alla serie televisiva Don Matteo.